# От-Сорн
От-Сорн (фр. Haute-Sorne) — коммуна в округе Делемон в кантоне Юра в Швейцарии.
Создана 1 января 2013 года при слиянии бывших коммун Баскур, Курфевр, Гловелье, Сульс и Эндервилье.
К северо-западу находится Поррантрюи, к востоку — Делемон.

## Транспорт

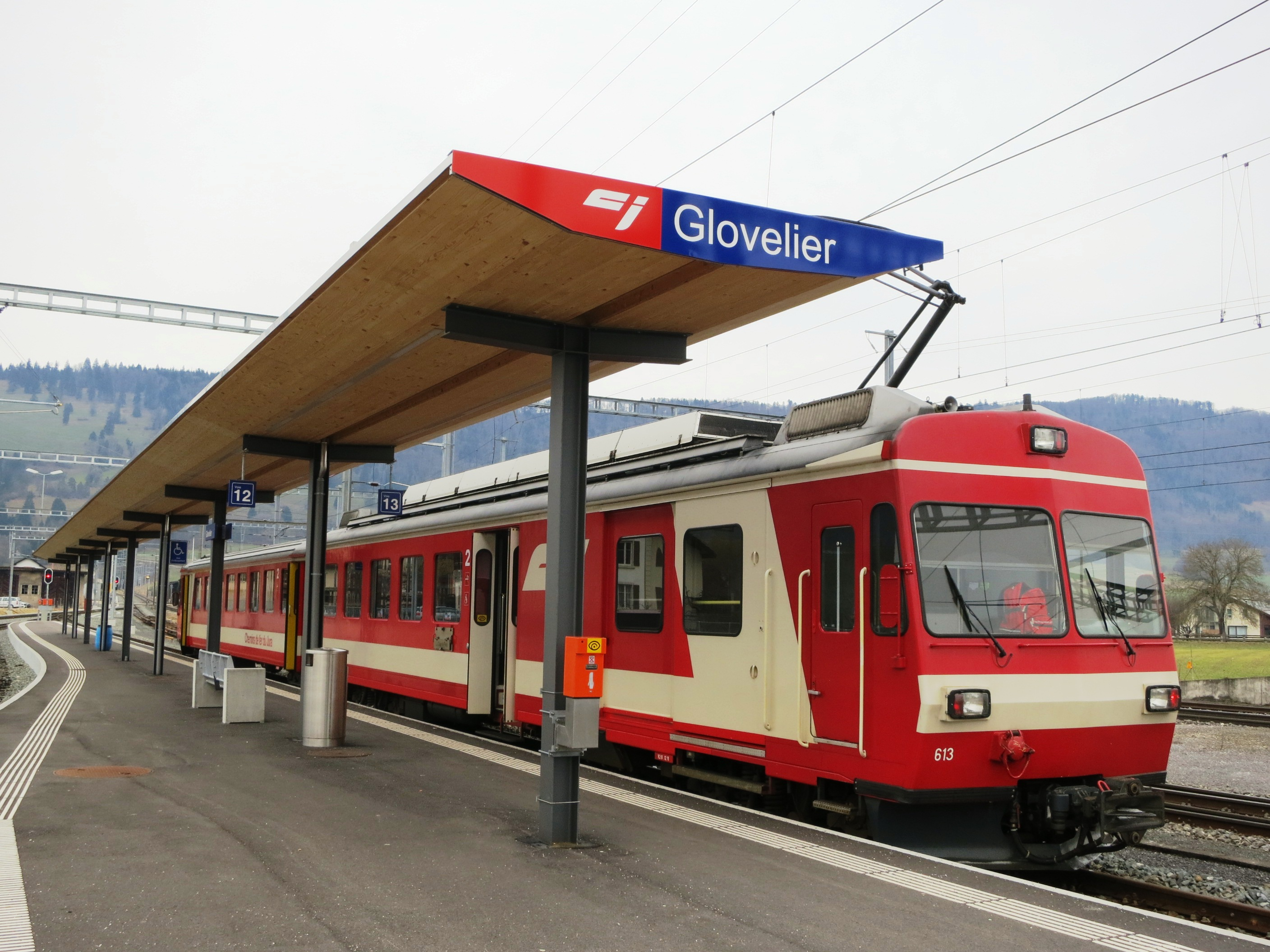
Станция Гловелье (станция)

Станции Курфевр, Баскур и Гловелье являются промежуточными остановками железной дороги Дель — Делемон, введённой в эксплуатацию в 1872 году.
Станция Гловелье является конечной станцией железнодорожной линии Ла-Шо-де-Фон — Гловелье. Линия Ла-Шо-де-Фон — Сеньлежье введена в эксплуатацию в 1892 году, линия Сеньлежье — Гловелье — в 1904 году.